# Salis Abdul Samed
Salis Abdul Samed, född 26 mars 2000 i Accra, är en ghanansk fotbollsspelare som spelar för Sunderland, på lån från franska Lens. Han spelar även för Ghanas landslag.

## Klubbkarriär
Den 24 juni 2022 värvades Abdul Samed av franska Lens, där han skrev på ett femårskontrakt. Den 30 augusti 2024 lånades Abdul Samed ut till Sunderland på ett säsongslån.

## Landslagskarriär
Abdul Samed debuterade för Ghanas landslag den 17 november 2022 i en 2–0-vinst över Schweiz. Han har varit en del av Ghanas trupp vid VM 2022 i Qatar.